# تخم مرغ ایمونوگلوبولین Y
ایمونوگلوبولین Y
ایمونوگلوبولین Y (به اختصار IgY) نوعی آنتی‌بادی است که در پرندگان، خزندگان و ماهی‌های شش‌دار یافت می‌شود. ایمونوگلوبولین Y  معادل عملکردی ایمونوگلوبولین G در پستانداران است. در پرندگان، ایمونوگلوبولین Y آنتی‌بادی اصلی موجود در سرم و زردهٔ تخم‌مرغ است. ایمونوگلوبولین Y از مرغ مادر از طریق زردهٔ تخم‌مرغ به جنین منتقل می‌شود تا ایمنی غیرفعال (passive immunity) را در جوجه فراهم کند. 
ساختار
ساختار ایمونوگلوبولین Y مشابه ایمونوگلوبولین G پستانداران است، اما تفاوت‌هایی نیز دارد. وزن مولکولی ایمونوگلوبولین Y بیشتر است (~۱۸۰ کیلو دالتون در مقایسه با ~۱۵۰ کیلو دالتون برای IgG) و دارای چهار دومین ثابت زنجیرهٔ سنگین (در مقایسه با سه دومین در IgG) و یک دومین متغیر است و فاقد ناحیهٔ لولا (hinge) می‌باشد. ایمونوگلوبولین Y به جای یک لولای انعطاف‌پذیر، دارای ساختاری طولانی‌تر و سخت‌تر بین بخش‌های Fab و Fc است. همچنین محتوای کربوهیدرات ایمونوگلوبولین Y بیشتر از ایمونوگلوبولین G است. این تفاوت‌های ساختاری به ویژگی‌ها و عملکردهای بیوشیمیایی متفاوت آن کمک می‌کند.
عملکرد
ایمونوگلوبولین Y به‌عنوان ایمونوگلوبولین اصلی سرم در پرندگان، خزندگان و ماهی‌های شش‌دار عمل می‌کند و نقش محوری در ایمنی هومورال دارد. در پرندگان، ایمونوگلوبولین Y مادری در طی تخم‌زایی به زردهٔ تخم‌مرغ منتقل می‌شود. پس از بارور شدن، جنین در حال رشد ایمونوگلوبولین Y را از کیسهٔ زرده جذب می‌کند و ایمنی غیرفعال در برابر عوامل بیماری‌زا را در مراحل اولیهٔ زندگی فراهم می‌نماید. این فرآیند مشابه انتقال ایمونوگلوبولین G از جفت به جنین در پستانداران است.
کاربردهای  تخم مرغ های دارای ایمونوگلوبولین (IgY) Y   
استفاده از آنتی بادی های تخم مرغ به دهه ۱۸۹۰ بازمیگردد، زمانی که دانشمندان متوجه شدند زرده تخم مرغ حاوی ایمونوگلوبولین هایی است که در پاسخ به آنتی ژنهای خارجی تولید میشوند. 
در دهه های اخیر، با پیشرفت فناوری های زیستی، تولید تخم مرغ های دارای ایمونوگلوبولین (IgY) Y    به صورت هدفمند توسعه یافته است. این تخم مرغ های امروزه با هدف درمان و پیشگیری از بیماریها به کار می روند. علاوه بر آن ایمونوگلوبولین Y را می توان برای منظورهای تشخیصی و پژوهشی از زردهٔ تخم‌مرغ مرغ‌های ایمن‌شده استخراج می‌شود. 
حیطه های کاربرد این محصول متعدد و متفاوت است.
- پزشکی و تشخیص بیماریها: استفاده در درمان عفونتها بویژه زخم معده ناشی از هلیکوباکتر پیلوری و همچنین پیشگیری از برخی عفونت ها نظیر پوسیدگی دندان علاوه بر آن کاربردهای تشخیصی فراوانی نیز دارد مانند استفاده در کیت های تشخیصی مانند تستهای کووید-۱۹ و شناسایی باکتریهای بیماریزا.  
- دامپزشکی: تخم مرغ های دارای ایمونوگلوبولین (IgY) Y   جایگزین آنتی بیوتیکها در پیشگیری و درمان بیماریهای دام و طیور.  
- صنایع غذایی: از تخم مرغ های دارای ایمونوگلوبولین (IgY) Y   به عنوان نگهدارنده طبیعی در مواد غذایی.  
- محصولات آرایشی و بهداشتی: در فرمولاسیون برخی شامپوها و کرمهای ضدعفونی کننده.  
امروزه کشورهایی مانند ژاپن، چین، آلمان و آمریکا از پیشگامان تولید و استفاده از تخم مرغ های دارای ایمونوگلوبولین (IgY) Y    در صنایع مختلف هستند. در ایران نیز تحقیقات در این زمینه از دهه ۱۳۸۰ شمسی آغاز شده و برخی شرکت های دانش بنیان در حال توسعه این فناوری هستند.  
1. ↑  Kovacs-Nolan, Jennifer; Mine, Yoshinori (2012-04-10). "Egg Yolk Antibodies for Passive Immunity". Annual Review of Food Science and Technology. 3 (1): 163–182. doi:10.1146/annurev-food-022811-101137. ISSN 1941-1413.
2. ↑  Warr, Gregory W.; Magor, Katharine E.; Higgins, David A. (1995-08). "IgY: clues to the origins of modern antibodies". Immunology Today. 16 (8): 392–398. doi:10.1016/0167-5699(95)80008-5. ISSN 0167-5699. {{cite journal}}: Check date values in: |date= (help)
3. ↑  Hamal, K.R.; Burgess, S.C.; Pevzner, I.Y.; Erf, G.F. (2006-08). "Maternal Antibody Transfer from Dams to Their Egg Yolks, Egg Whites, and Chicks in Meat Lines of Chickens". Poultry Science. 85 (8): 1364–1372. doi:10.1093/ps/85.8.1364. ISSN 0032-5791. {{cite journal}}: Check date values in: |date= (help)
4. ↑  LARSSON, ANDERS; BÅLÖW, ROS-MARI; LINDAHL, TOMAS L.; FORSBERG, PER-OLOF (1993-10). "Chicken Antibodies: Taking Advantage of Evolution—A Review". Poultry Science. 72 (10): 1807–1812. doi:10.3382/ps.0721807. ISSN 0032-5791. {{cite journal}}: Check date values in: |date= (help)
5. ↑  Yamaji, Yutaka; Shibata, Wataru; Watabe, Hirotsugu; Yanai, Ayako; Hirata, Yoshihiro; Mitsuno, Yuzo; Maeda, Shin; Yoshida, Haruhiko; Kawabe, Takao (2003-04). "Analysis of gastric atrophy induced by Helicobacter pylori (H. pylori) infection using serum anti-Helicobacter pylori antibody, anti-CagA antibody, and pepsinogen status". Gastroenterology. 124 (4): A424. doi:10.1016/s0016-5085(03)82142-x. ISSN 0016-5085. {{cite journal}}: Check date values in: |date= (help)
6. ↑  Michael, A. (2010-04-20). "Chicken egg yolk antibodies (IgY) as an alternative to mammalian antibodies". Indian Journal of Science and Technology. 3 (4): 468–474. doi:10.17485/ijst/2010/v3i4.24. ISSN 0974-6846.
7. ↑  "Correction to: Probiotic and Safety Evaluation of Twelve Lactic Acid Bacteria as Future Probiotics by Hu, et al. Foodborne Pathog Dis. 2023;20(11):521–530; doi: 10.1089/fpd.2023.0039". Foodborne Pathogens and Disease. 2024-05-02. doi:10.1089/fpd.2023.0039.correx. ISSN 1535-3141.
8. ↑  Abiko, Y. (2000-04). "Passive Immunization Against Dental Caries and Periodontal Disease: Development of Recombinant and Human Monoclonal Antibodies". Critical Reviews in Oral Biology & Medicine. 11 (2): 140–158. doi:10.1177/10454411000110020101. ISSN 1045-4411. {{cite journal}}: Check date values in: |date= (help)
9. ↑  «گزارش ستاد توسعه زیست‌فناوری معاونت علمی ریاست جمهوری ایران (۱۴۰۲)». گزارش ستاد توسعه زیست‌فناوری معاونت علمی ریاست جمهوری ایران (۱۴۰۲). ۱۴۰۲.